# 赵合
赵合（1955年5月—），男，汉族，四川渠县人，中华人民共和国政治人物。中国共产党党员。江西财经学院财政干部专修科财政专业毕业。

## 生平
赵合曾任中共西藏自治区林芝地委书记、地区人大工委主任。2008年，当选第十一届全国人民代表大会西藏地区代表。2013年1月至2016年1月，任西藏自治区人大常委会副主任。